# Giorgia Barp
Giorgia Barp (Santa Giustina, 31 dicembre 1990) è un'ex tuffatrice italiana.

## Biografia
Ai Campionati europei giovanili di nuoto ha ottenuto due medaglie di bronzo nel 2005 a Elektrostal e nel 2007 a Trieste.
Nel 2011 ha partecipato ai Campionati europei di tuffi che si sono svolti in Italia a Torino. Attualmente è allenatrice presso la Bolzano Nuoto e gestisce il settore giovanile.

## Palmarès
- Europei Juniores
  - 2005 - Trieste: bronzo nel trampolino 3m.
  - 2007 - Elektrostal: bronzo nel trampolino 3m.